# Vườn quốc định Yatsugatake-Chūshin Kōgen
Vườn quốc định Yatsugatake-Chūshin Kōgen (八ヶ岳中信高原国定公園 Yatsugatake-Chūshin Kōgen Kokutei Kōen) là vườn quốc gia dự kiến nằm trên đảo Honshū, Nhật Bản. Nó được xác định là cảnh quan được bảo vệ (IUCN Loại V) thuộc hai tỉnh Nagano và Yamanashi.
Khu vực bao gồm Dãy núi lửa Yatsugatake và các cao nguyên dung nham xung quanh là Tateshina, Kirigamine và Utsukushigahara. Điểm cao nhất tại đây là Núi Aka cao 2.899 mét. Các ngọn núi lửa của dãy núi Yatsugatake phun trào từ giữa vùng trúng Fossa Magna xuống đến phía nam, đông và tây của Yatsugatake-Chūshin Kōgen. Các Hồ Matsubara, Shirakoma và Shirakaba thu hút khách du lịch đến khu vực để chèo thuyền, trượt băng và cắm trại. Utsukushigahara là một cao nguyên dung nham ở cuối phía bắc của khu vực này có tầm nhìn ra Nhóm núi lửa Bắc Yatsugatake. Cao nguyên dung nham rộng lớn của Kirigahara là địa điểm nổi tiếng để đi bộ đường dài. Ngoài ra còn có một số suối khoáng nóng bên ngoài thị trấn Tateshina.